# Mansoor Al-Harbi
Mansoor Adeeg Al-Sobhi Al-Harbi (in arabo منصور عتيق الصبحي الحربي‎?; 7 aprile 1987) è un calciatore saudita, difensore attualmente svincolato.

## Carriera

### Club
Ha giocato nella prima divisione saudita.

### Nazionale
Ha partecipato ai Mondiali del 2018.